# Radio Bamberg
Radio Bamberg ist ein Lokalradio für die Region Bamberg und Forchheim mit Sitz im Funkhaus Bamberg.

## Sendestart
Die Vorläufer Radio Regnitzwelle (sendete vormittags bis 13:20 Uhr und abends von 18:00 bis 20:00 Uhr) und das Jugendradio Fun Boy Radio (nachmittags von 13:20 bis 18:00 Uhr und 20:00 bis 23:00 Uhr) nahmen am 10. Oktober 1987 auf der Bamberger UKW-Frequenz 88,5 MHz im sogenannten Frequenzsplitting ihren Sendebetrieb auf. Das Nachtprogramm wurde im Wochenrhythmus von einer der beiden Stationen übernommen. Bereits ein Jahr später kam eine Frequenz für die Stadt Forchheim hinzu (damals 90,3 MHz vom Postgebäude); diese war aber sehr leistungsschwach und der Sender konnte nicht durchgehend von Bamberg bis Forchheim gehört werden. Weitere UKW-Frequenzen folgten, zuletzt die beiden Füllfrequenzen 98,8 MHz für Ebermannstadt sowie die 92,1 MHz (Fränkische Schweiz mit Heiligenstadt, Aufseß, Hollfeld bis Gößweinstein).

## Frequenzsplitting

### Fun Boy Radio
Fun Boy Radio mit seinem Jugendprogramm und der chartorientierten Musik kam vor allem bei den in Bamberg stationierten US-Amerikanern an und gipfelte mit Sendungen in amerikanischer Sprache am Sonntagabend. Zum Sendebeginn täglich um 13:20 Uhr und 20:00 Uhr gab es den sogenannten „Powerplay“: ein wöchentlich wechselndes, aus den aktuellen Veröffentlichungen gewähltes Musikstück in voller Länge. In der wochentäglichen Sendung extra – die Sendung mit dem Extra-Sound ab 13:20 bis 15 Uhr gab es Gewinnspiele wie anfangs dreimal, später zweimal wochentäglich „Geräuscheraten“ mit großen Getränkeherstellern als Sponsoren (u. a. Coca-Cola). Sie retteten über einige Zeit die sonst mageren Werbeeinnahmen des „Jugendradios“, der nicht wie Radio Regnitzwelle große Beteiligungen von Firmen besaß. Wochentäglich von 15 bis 18 Uhr folgte die Sendung Frankenspiegel mit dem Claim „Das Magazin mit Informationen aus der Stadt, der Region und der Welt“, u. a. moderiert vom späteren Geschäftsführer Heinrich Ellner. Einmal pro Woche gab es Sendungen wie Audimax – von Studenten für Studenten, eine eigene Chartsendung, Wunschhits am Dienstag zwischen 20 und 23 Uhr, die Sendung party time samstags ab 20 Uhr und Club II Express, dienstags, mittwochs, donnerstags 23 bis 2 Uhr nachts.

### Radio Regnitzwelle
Radio Regnitzwelle verschrieb sich Schlagern, Oldies und den eher ruhigeren Pop- und Rocksongs. U. a. produzierte der Sender zusammen mit der Puppenbühne Herrnleben in 753 Folgen Gute-Nacht-Geschichten des Bamberger Kasperle, die bis zu Beginn der 1990er Jahre ausgestrahlt wurden. Am Sonntagmorgen lief ein Format namens „Immer wieder sonntags“ mit Musik aus den 1950er und 1960er Jahren mit Moderator Hannes Wiesnet.

## Sendestudios
Beide Sender hatten ihre Studios ursprünglich in der Innenstadt, Radio Regnitzwelle am Grünen Markt 14, Fun Boy Radio am Vorderen Graben 2 mit einem gläsernen Studio. Die heutigen Studios befinden sich in der Gutenbergstraße 5 im Süden von Bamberg.

## Fusion
Da die beiden Sender für sich allein nicht rentabel waren, wurde am 1. Juli 1991 nach langem Zögern der Eigner von Fun Boy Radio die Fusion beschlossen und wenige Tage später umgesetzt. Letzter Sendetag von Fun Boy Radio war der 14. Juli 1991. Die Studios am Vorderen Graben (Fun Boy Radio) wurden geschlossen.

### Radio Antenne Franken
Beide Sender traten ab 15. Juli 1991 unter dem Namen Radio Antenne Franken auf – in Anlehnung an das damals schon sehr erfolgreiche Antenne Bayern. Das nun gesendete Oldie- und Schlagerformat, welches teilweise nur noch acht Stunden am Tag (6 bis 9, 12 bis 14 und 16 bis 18, später 19 Uhr) aus Bamberg gesendet wurde, sollte neue Zielgruppen erschließen. In der restlichen Zeit wurde das ab 1991 in Bayern für viele lokale Sender übliche Mantelprogramm der BLR per Satellit übernommen. Auch die wichtigen Jingles, Erkennungsmerkmale eines jeden Radiosenders, wurden übernommen und so war der Sender anfangs wenig eigenständig. Einer der Slogans war „Der Sender mit viel mehr Melodie“. Später kamen gesungene (lokale) Slogans wie „Frisch, frech und fränkisch, die gute Laune ist immer dabei – Radio Antenne Franken“ hinzu. Hier bekannte Formate waren – wie vorher auch bei Radio Regnitzwelle – die Morgensendung Frankenweggla oder Sendereihen, wie der „Grantlhuber“, in dem Stadtteile oder umliegende Gemeinden beleuchtet und die Missstände aufgedeckt wurden. Dies brachte größere Bürgernähe. Aber auch dieser Sender im heute unter Arabella-Format bekannten Hördesign und der Hauptzielgruppe der ab 39-Jährigen konnte nicht genügend Werbeerlöse erzielen und daher entschloss man sich, den Sender am 10. Oktober 1996 zum neunjährigen Radiojubiläum in der Domstadt auf Radio Bamberg umzubenennen und mit ihm gleich das Format zu ändern.

### Radio Bamberg
Der Slogan ab Oktober 1996 war von nun an „Radio Bamberg … geht ohrentief rein“. Es gab eine Jugendsendung namens Club 15 ab 15 Uhr (Moderator u. a. Jörg Wagner), in der versucht wurde, auf die Schüler einzugehen. Das Mantelprogramm der BLR wurde seitdem meist nur in den Abend- und Nachtstunden übernommen und im August 2017 durch automatisierte Sendestrecken ersetzt. Über die Jahre wuchs der Sender zu einer festen Größe mit Marktanteilen um die 10 bis später 25 Prozent. Heute ist der Sender u. a. für seine ausführlichen Berichterstattungen im Bereich Basketball (durch den örtlichen Bundesligaverein) und Veranstaltungen bekannt, wie Kinosommer, Entenrennen, Dorftour und Konzertreihen wie denen auf Schloss Eyrichshof bei Ebern.

## Moderatoren
Als Urgestein des Bamberger Lokalradios galt jahrelang der Morgenmoderator Helmut Pötzinger, der bei Radio Regnitzwelle, Radio Antenne Franken wie auch bei Radio Bamberg fast jeden Wochentag die Region weckte. Im Jahr 2006 verließ er den Sender aufgrund einer beruflichen Umorientierung. Jörg Wagner, der heute noch für Radio Bamberg moderiert, wurde neuer Morgenmoderator, gefolgt von Matthias Steger und Fabian Hollet.

## Beteiligungen
Seit dem 11. September 2001 ist unter dem Namen Radio Galaxy wieder ein Jugendradio on air. Es wird von denselben Gesellschaftern wie Radio Bamberg betrieben und sendet in Bamberg und Umgebung auf eigener Frequenz (104,7 MHz). Das Mantelprogramm des neuen Senders, der etwa fünf Stunden täglich Programm aus Bamberg macht, kommt aus dem Funkhaus Regensburg.
Die Fun Boy Rundfunkprogramm GmbH wurde im Zuge des Wahlsiegs des Inhabers Andreas Starke zum Oberbürgermeister der Stadt Bamberg 2006 aufgelöst; die Anteile wurden an die übrigen Gesellschafter des heutigen Funkhauses in der Gutenbergstraße gleichmäßig verteilt.

## Format
Das Programm war anfangs auf Hits der 1980er Jahre konzentriert, Slogans des Senders waren „… geht ohrentief rein!“, „Die größten Hits aller Zeiten“ und „Die meisten 80er und die Hits von heute“. Seit August 2017 spielt der Sender mit dem neuen Slogan „Mein Zuhause. Meine Hits.“ und „Die meisten Hits, der beste Mix“ eine breitere Musikauswahl.
Daneben bietet der Sender Weltnachrichten zur vollen und halben Stunde, Regionalnachrichten, Verkehrs- und Blitzermeldungen, Service und Comedy.
Freitag-, Samstag- und Montagabend gibt es moderierte und unmoderierte Strecken von und mit DJ Enrico Ostendorf.

## Frequenzen
UKW
- Bamberg: 88,5 MHz
- Forchheim: 96,6 MHz
- Buttenheim: 92,1 MHz
- Ebermannstadt: 98,8 MHz
- Burglesau: 106,1 MHz
- Burgwindheim: 88,7 MHz

DAB+
- Oberfranken mit dem Städtedreieck Nürnberg-Fürth-Erlangen: Kanal 10B